# 浜田城

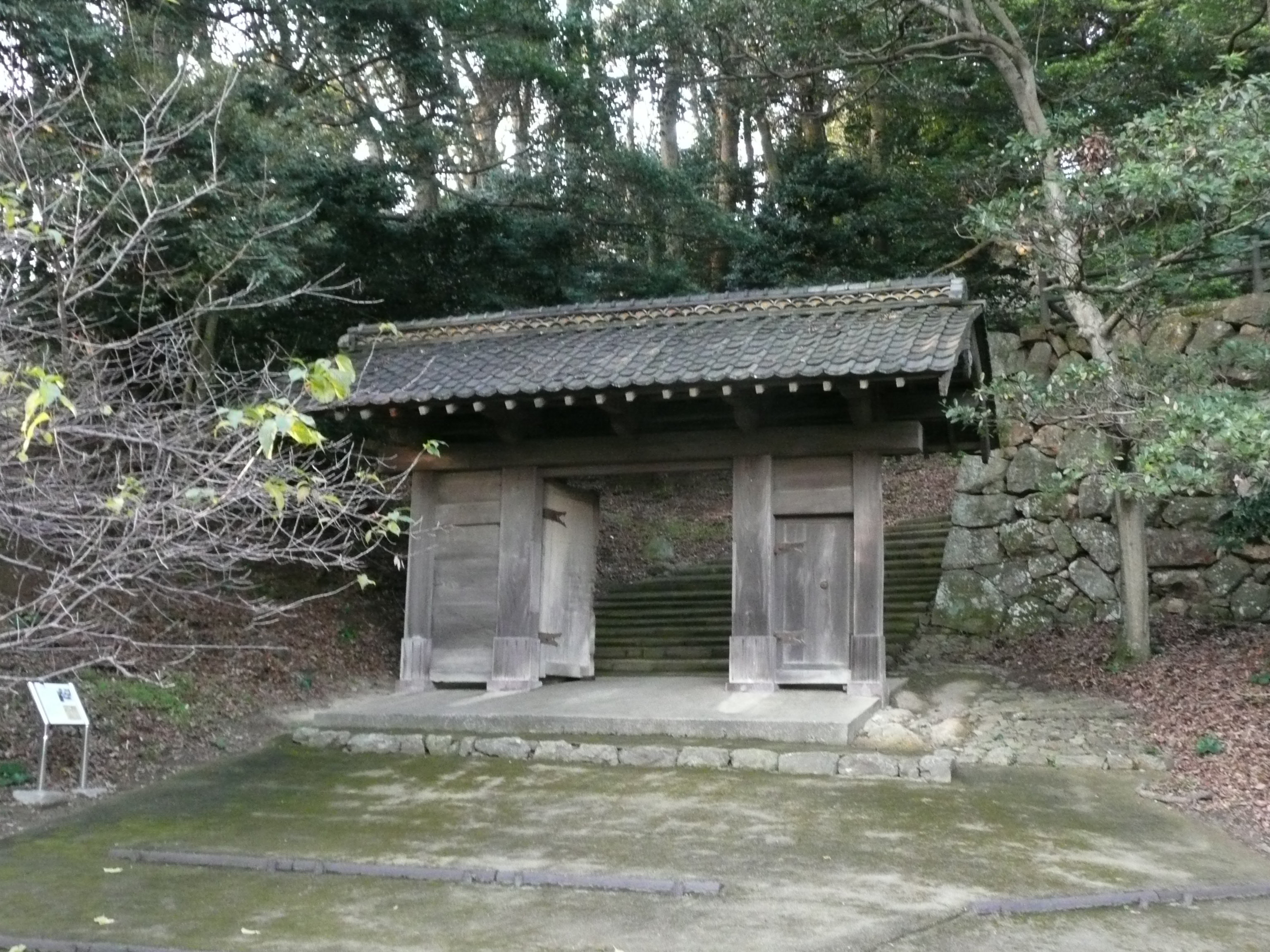
移築された津和野藩武家屋敷の門

浜田城（はまだじょう）は、石見国浜田（島根県浜田市殿町）にあった日本の城。江戸時代には浜田藩の藩庁が置かれていた。

## 概要
浜田市中心部にある浜田川に囲まれた標高68メートルの独立式丘陵に築城された。この丘陵は別名、亀山と呼ばれている。本丸の下に狭い二の丸・三の丸・出丸が配されている。北部を松原湾、東部を浅井川、南部・西部を浜田川によって天然の掘割としていた。
浜田城を藩庁とした浜田藩は最初の藩主・古田氏以外は譜代・親藩が入れ替わり治め、長州藩に対する山陰側の押さえの最前線とされた。
建物は長州征伐で長州藩軍に攻められた際に（当時の浜田藩主は松平武聡）、城を捨てて藩兵が火を放ち殆どが焼失した。
現在は城山公園として、本丸から三の丸にかけて階段状に石垣が残り、登城口に津和野藩武家屋敷より移築された門がある。ただし、往時此処には門は存在していない。また、登城口には小説家司馬遼太郎の碑文「浜田藩追懐の碑」がある。

## 歴史

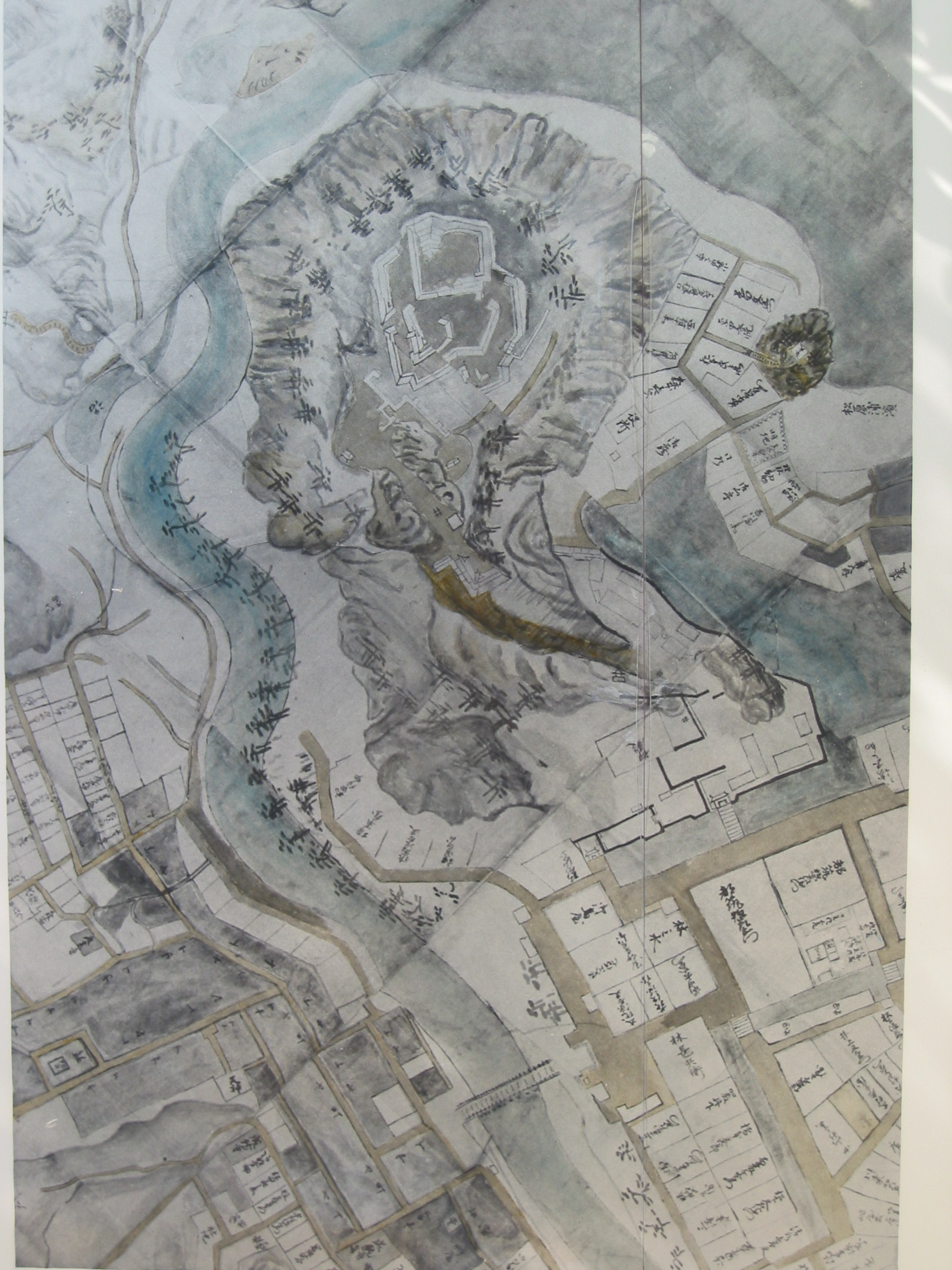
浜田城古絵図

- 元和5年（1619年）－古田重治が大坂の陣の功績により浜田に5万4000石を与えられ入封。
- 元和6年（1620年）2月－築城開始。
- 元和9年（1623年）5月－城と城下町が完成。
- 慶安元年（1648年）－2代・重恒、お家騒動（古田騒動）を起こし改易。
- 慶安2年（1649年） 松平（松井）康映が5万石で入封。5代にわたって在封。
- 宝暦9年（1759年）－5代・康福、下総国古河藩に転封。本多忠敞が5万石で入封。
- 明和6年（1769年）－3代・忠粛、三河国岡崎藩に転封。同地より松平（松井）康福が再び55,400石で入封。
- 天保7年（1836年）－3代・康任の時、清・朝鮮との密貿易（竹島事件）が発覚。康任は隠居し、4代・康爵は陸奥国棚倉藩へ転封。上野国館林藩より松平（越智）斉厚が6万1千石で入封。
- 慶応2年（1866年）－第二次長州征伐。長州藩の大村益次郎が進軍。藩主・武聡は戦わずして逃走。この際に、敗残の兵が浜田城、浜田の街に放火し同時に灰燼に帰した。
- 昭和37年（1962年）6月12日－県指定史跡に指定される。
- 昭和42年（1967年）－浜田県庁正門（津和野藩武家屋敷の門）を浜田城の山麓に移築。
- 平成29年（2017年）4月6日、続日本100名城（170番）に選定される。

## 形式と構造

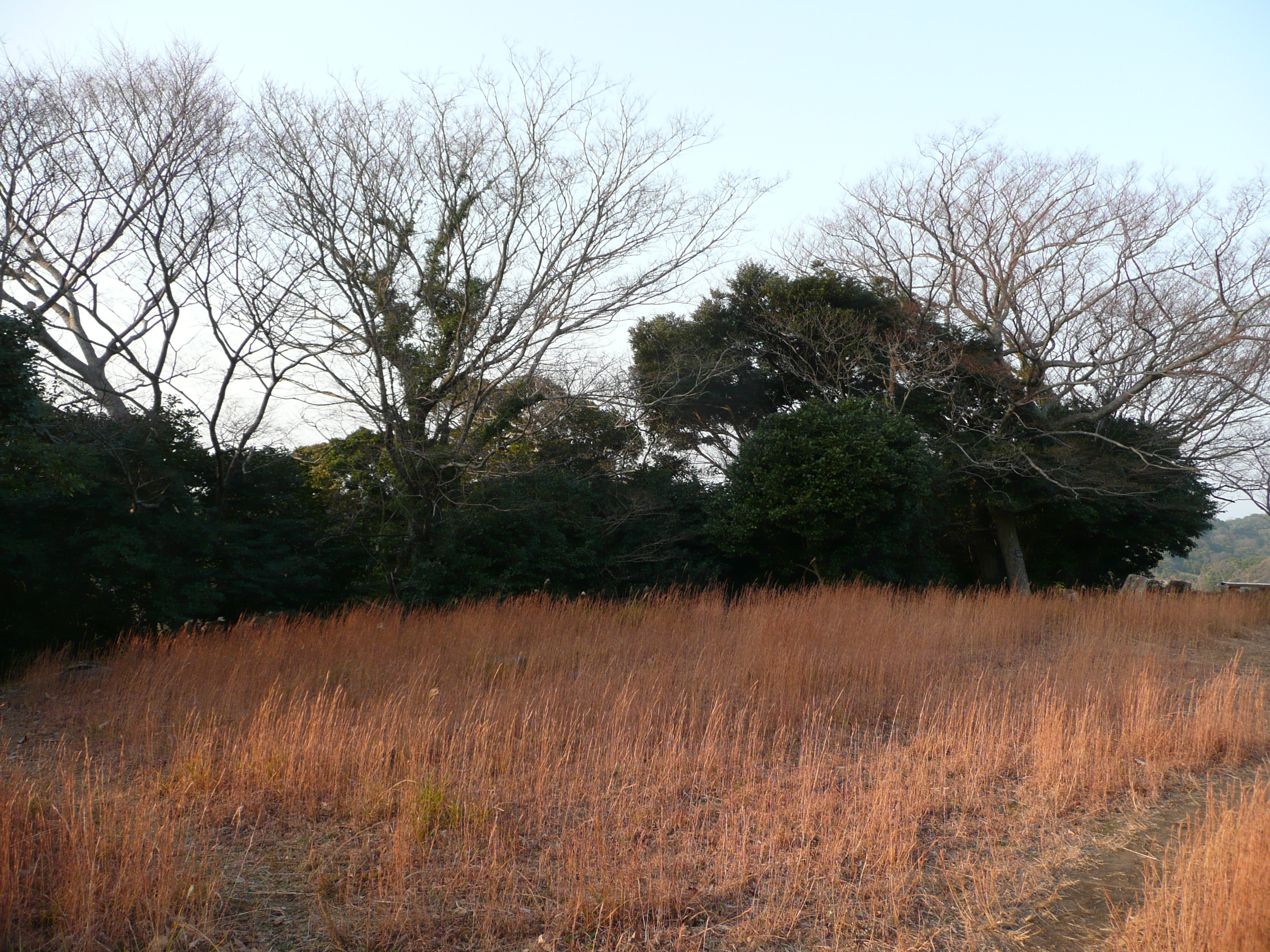
三重櫓跡

### 縄張（基本配置）
浜田市中心部にある浜田川に囲まれた標高約68メートルの独立式丘陵の頭頂部を平坦にして本丸が築かれ、本丸の南側に狭い二の丸・三の丸、西側に出丸が配された梯郭式平山城。北部を松原湾、東部を浅井川、南部・西部を浜田川によって天然の掘としていた。城下町は城の周囲に武家屋敷を、浜田川以南に町屋を設けられていた。本丸には天守を設けられていた。

### 本丸
本丸の規模は南北約60メートル、東西約50メートルの約0.3ha。本丸は北西隅に三重櫓、南東隅に本丸御門と六間長屋があり、中央付近に玉蔵が置かれていた。周囲は塀で囲われていた。
天守（三重櫓）
本丸の北西隅に置かれた独立式望楼型三重櫓。天守台は最初から造営されることはなく、本丸に礎石を置いて天守が建てられた。天守の高さ約14メートルで鯱の大きさは約1.4メートルであった。
上層階の広さは四方約9.1メートル、中層階は四方約12.7メートル、下層階は南北約9.1メートル、東西約16.4メートル。明治時代初期頃まで存在した。
本丸御門（ほんまるごもん）
浜田城本丸の正門（南側）の役割を果たしていた門。通称、本丸一の門。東側に存在した六間長屋と隣接していた。石垣が現存している。
六間長屋（ろっけんながや）
本丸の南東隅に存在した多聞櫓。倉庫としての役目を持っていた。西側に存在した本丸御門と隣接していた。
玉蔵（たまぐら）
本丸の中央付近に存在した蔵。広さは約5坪で、鉄砲の弾丸などの武器類を収納していた。

### 二の丸
本丸の南側に位置する郭。山麓にも二の丸が存在し、焔硝蔵や本丸常番所、時打番所、中ノ門などが置かれていた。
二ノ門 (渡門)
二の丸に存在した櫓門。虎口は枡形で、進路を阻む構造になっていた。浜田城内最大の門で、内部の規模は四方南北約3.6メートル、東西約5.4メートル。門の脇の石垣上には二ノ門の上階にある長屋と接して塀が廻っていた。現在は門の石垣が現存しているが、一部だけ石垣が崩落して土塁となっている箇所がある。

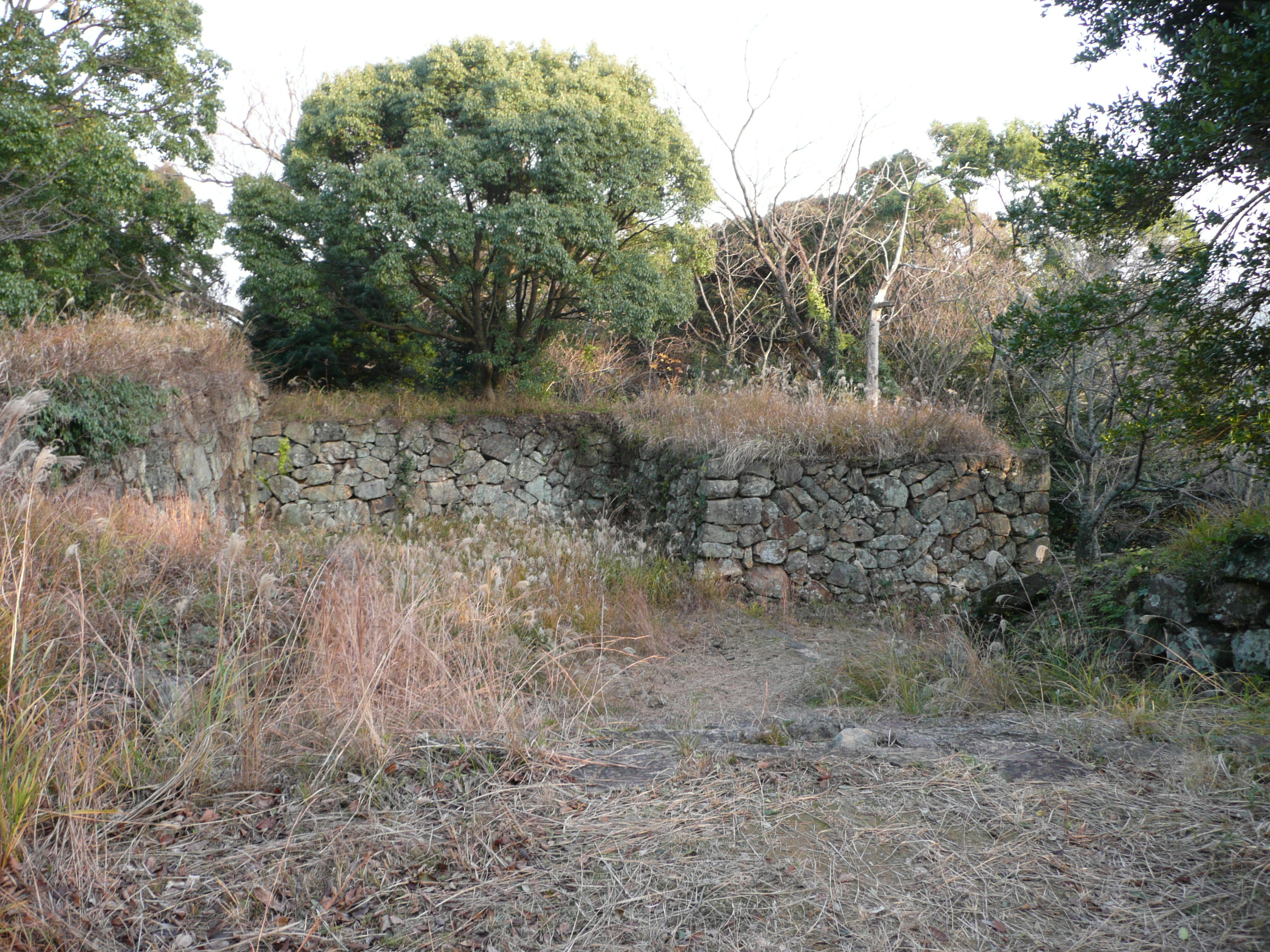
上から望む二ノ門の枡形の石垣。
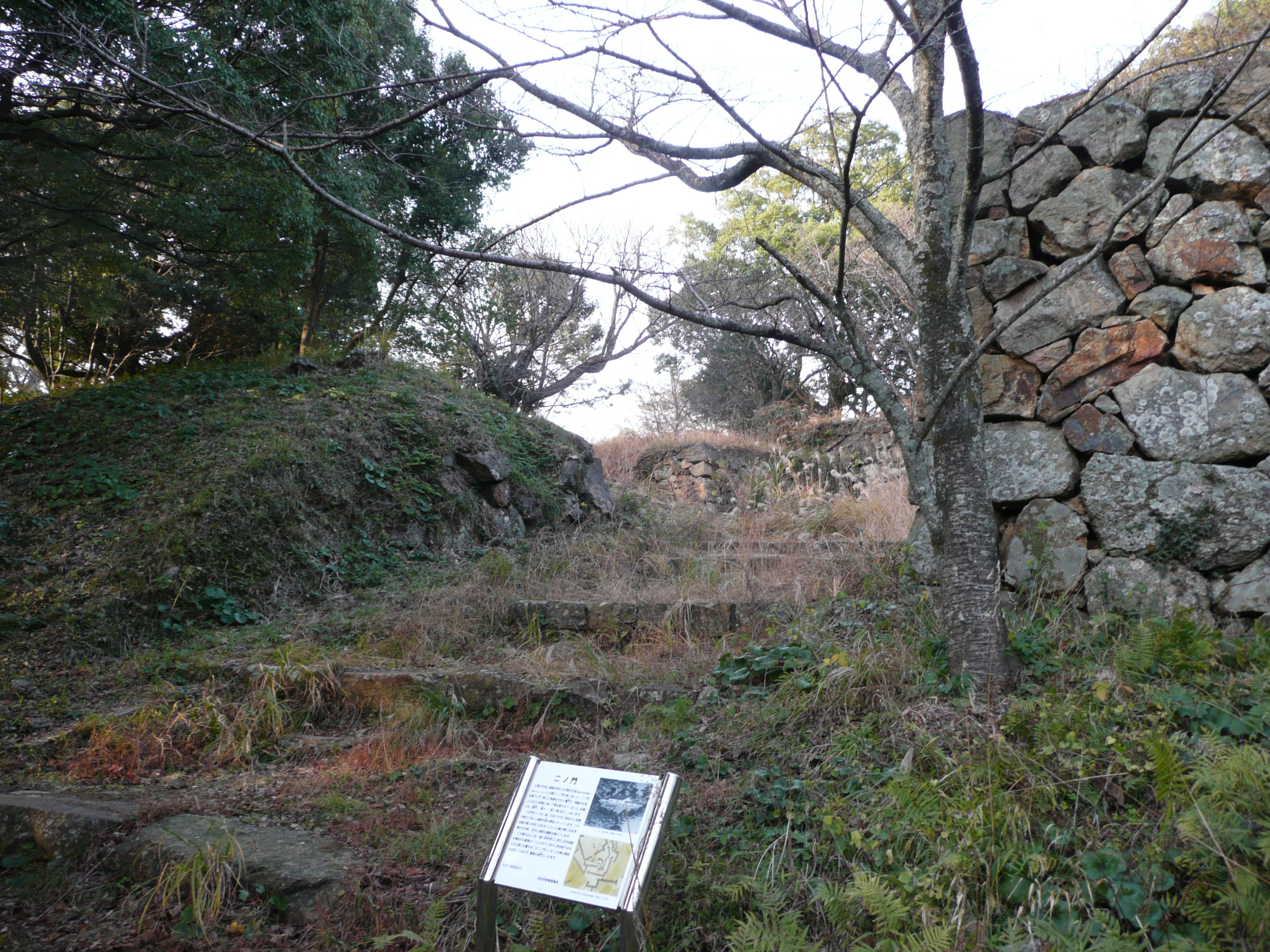
二ノ門 (正面)
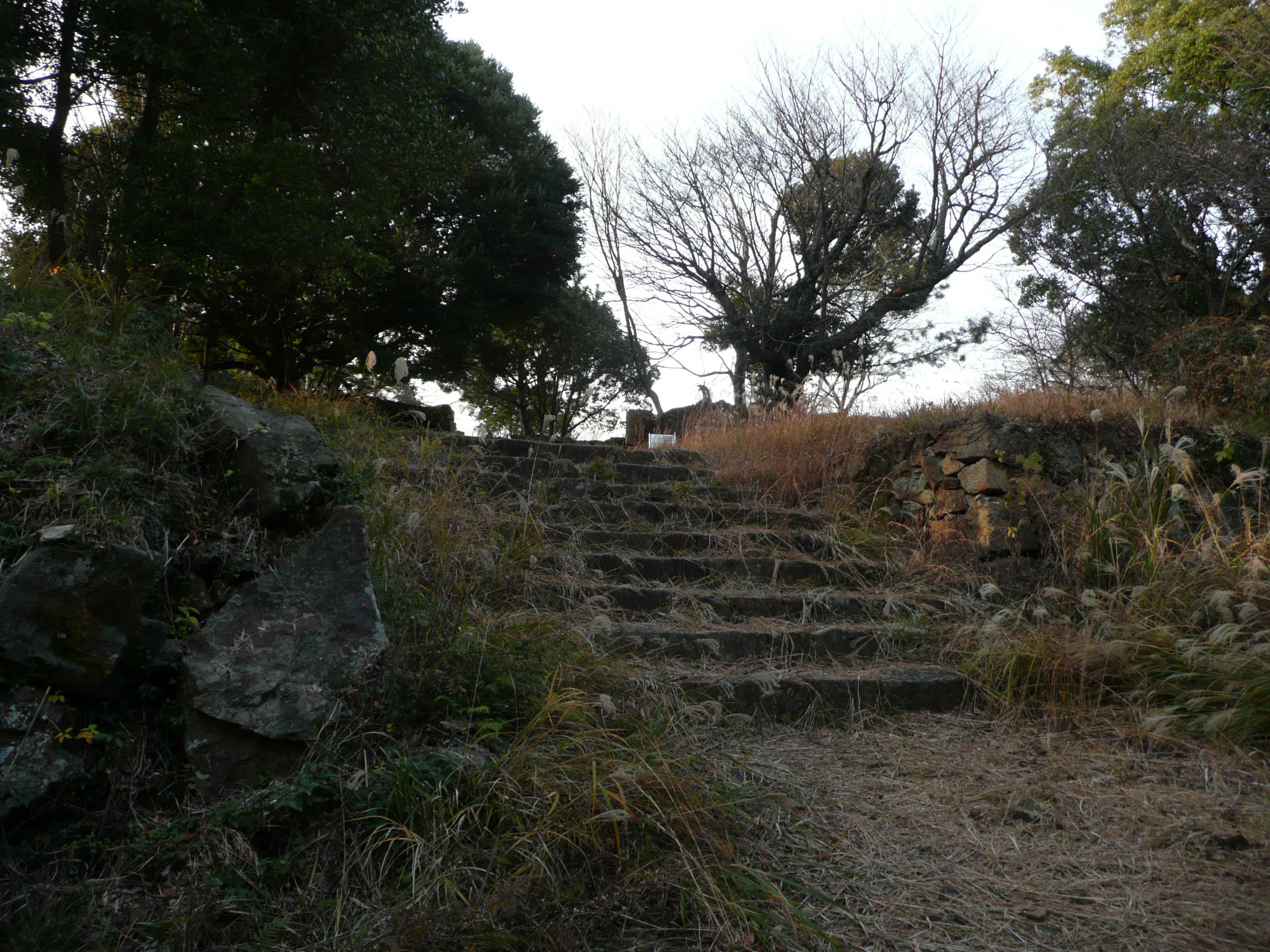
二ノ門 (内部)

### 三の丸
二の丸の南側に位置する郭。二の丸と同様に山麓にも三の丸が存在し、御殿や諸役所、御用米蔵、大手門などが置かれていた。

### 出丸

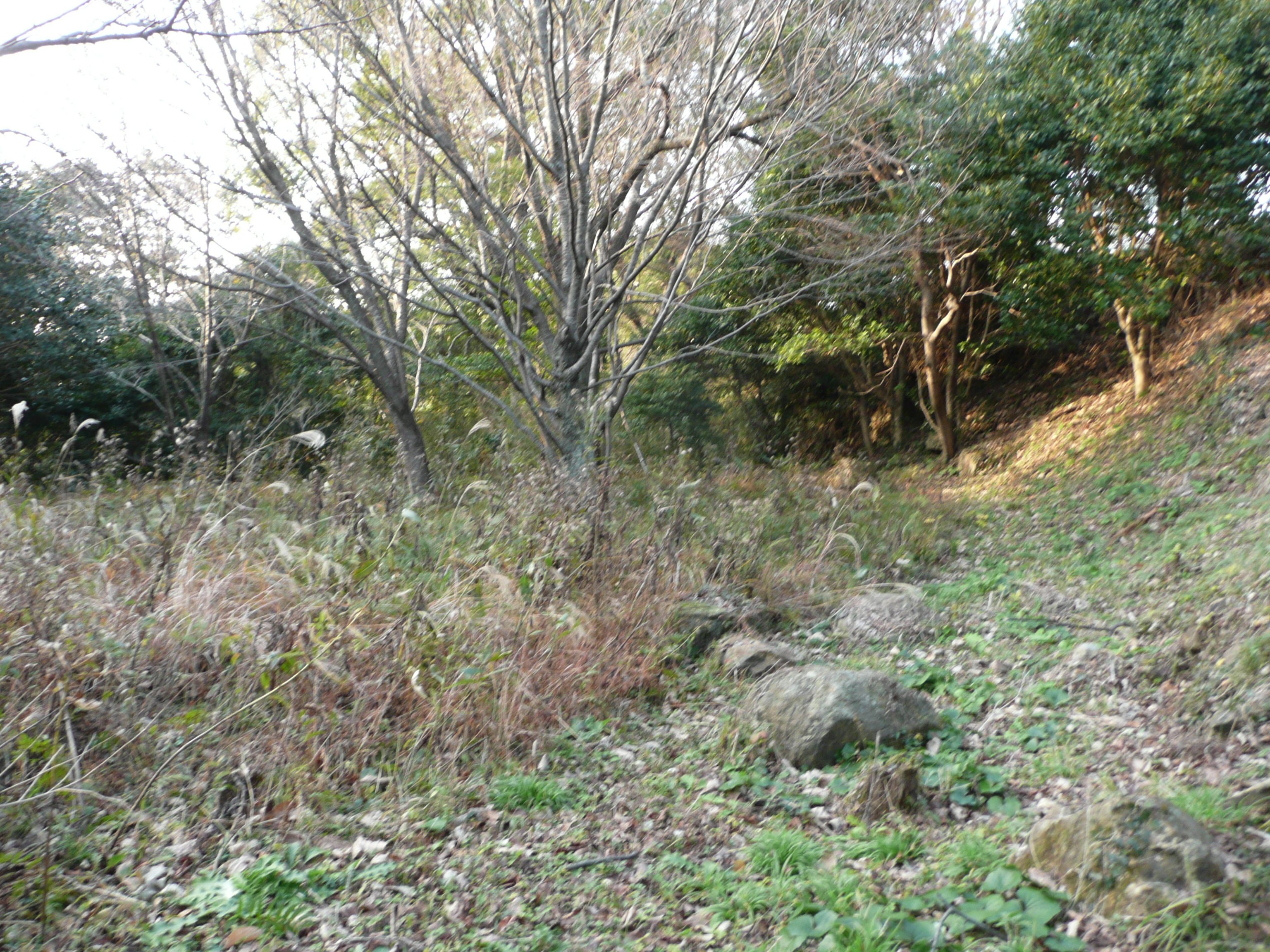
出丸

本丸の西側に位置する郭。別名、本丸脇千人溜り。規模は東西約24.2メートル、南北23.9メートル。出丸への通路は北側と二の丸へと繋がる通路が南側に1ヶ所ずつある。二の丸と同様に山麓にも出丸が存在し、城の南側にある小高い独立式丘陵にあった。通称、夕日ノ丸と呼ばれており、現在は本丸の西側にある出丸と同様に藪や林になっている。
出丸木戸（でまるきど）
出丸の北側に存在した出入り口。出丸木戸を出ると、本丸の石垣の周囲を廻る道に出る。現在は藪や林になっているため、辿り着くのは困難である。

## 遺構・現存建造物
本丸や二の丸の二の門などの石垣や土塁が現存している。慶応2年（1866年）第二次長州征伐の際に城の建造物は全て焼失したが、山麓に津和野藩武家屋敷の門が移築されている。

## ギャラリー

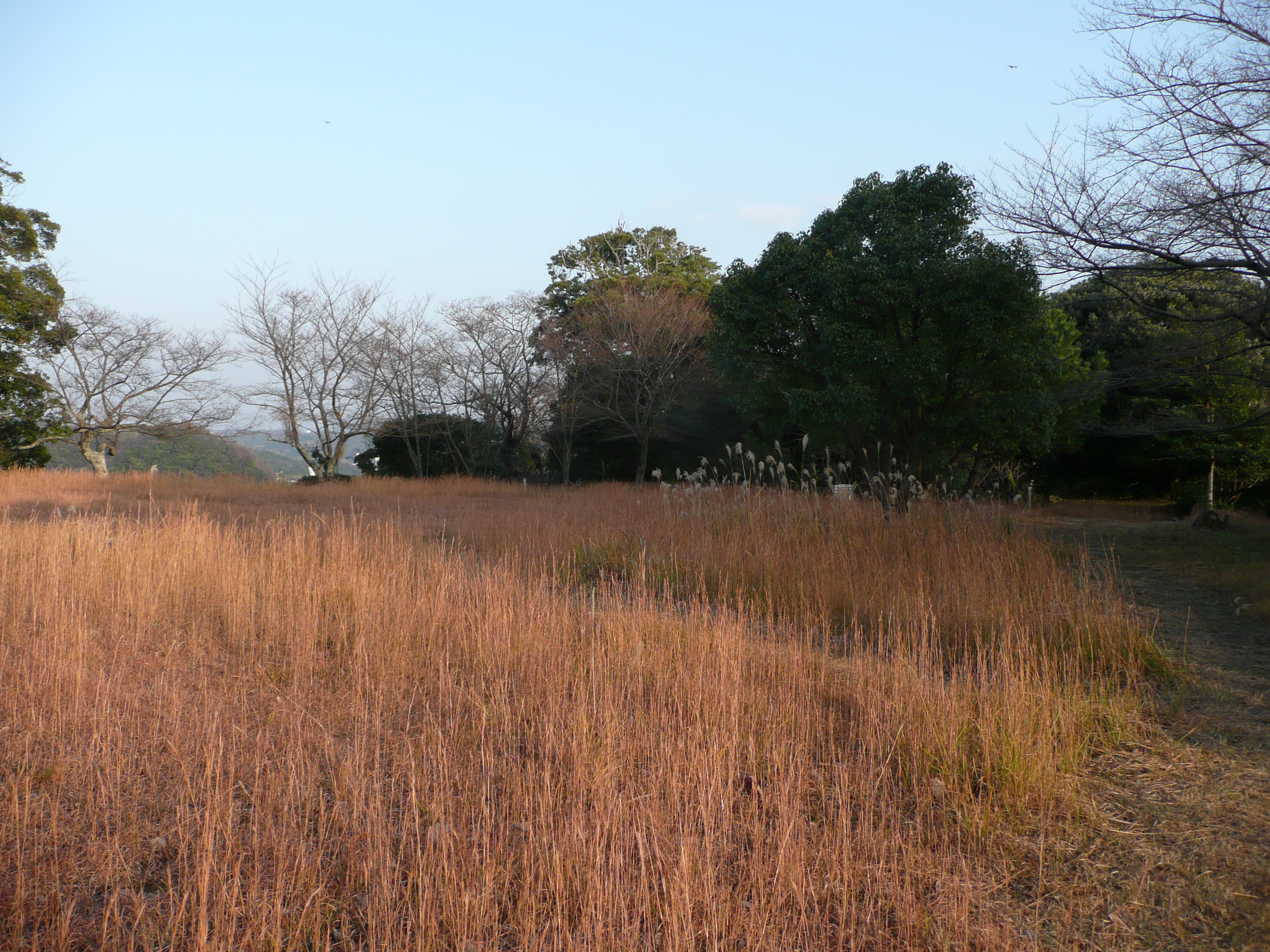
本丸
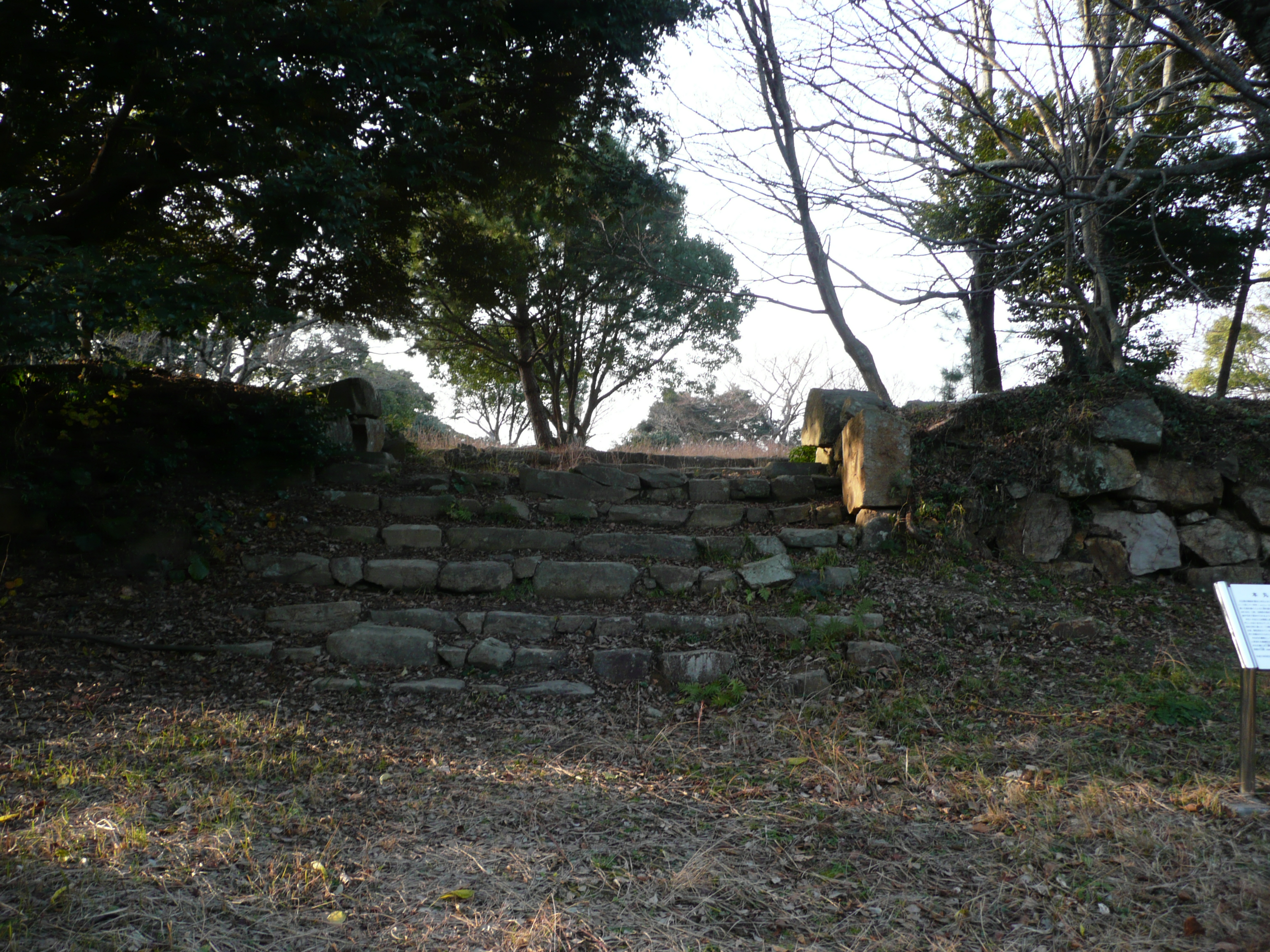
本丸御門跡
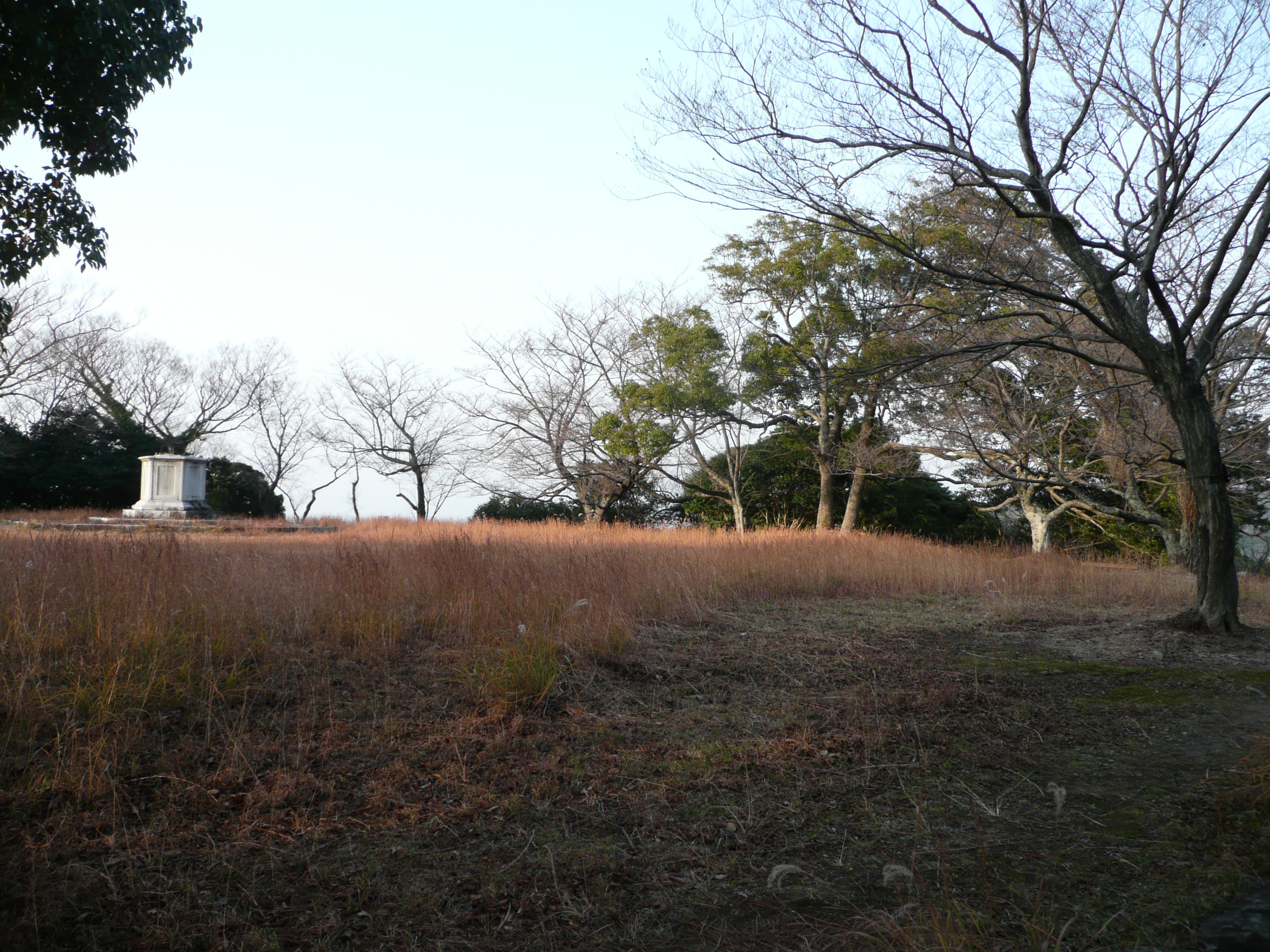
玉蔵
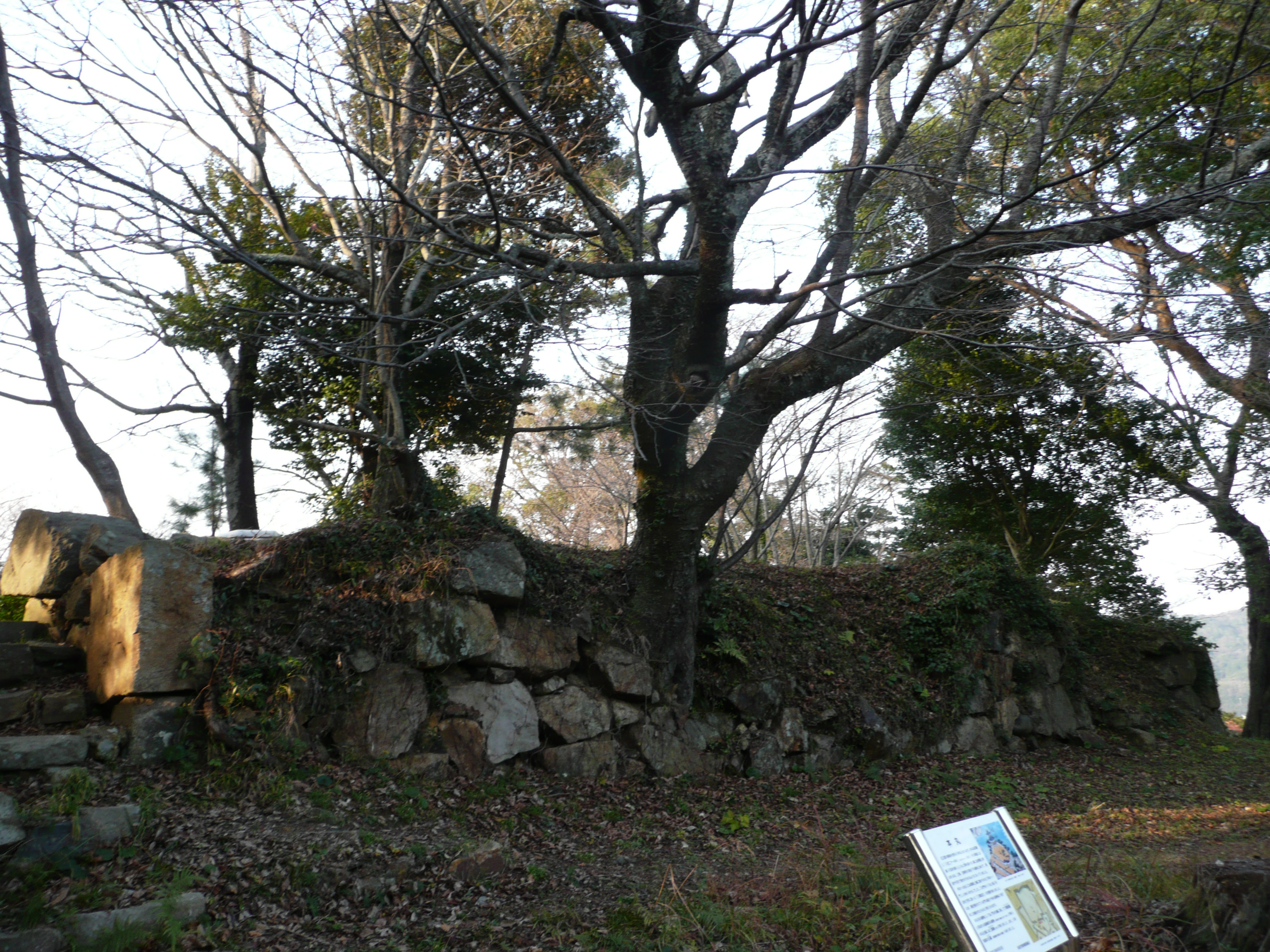
六間長屋の石垣
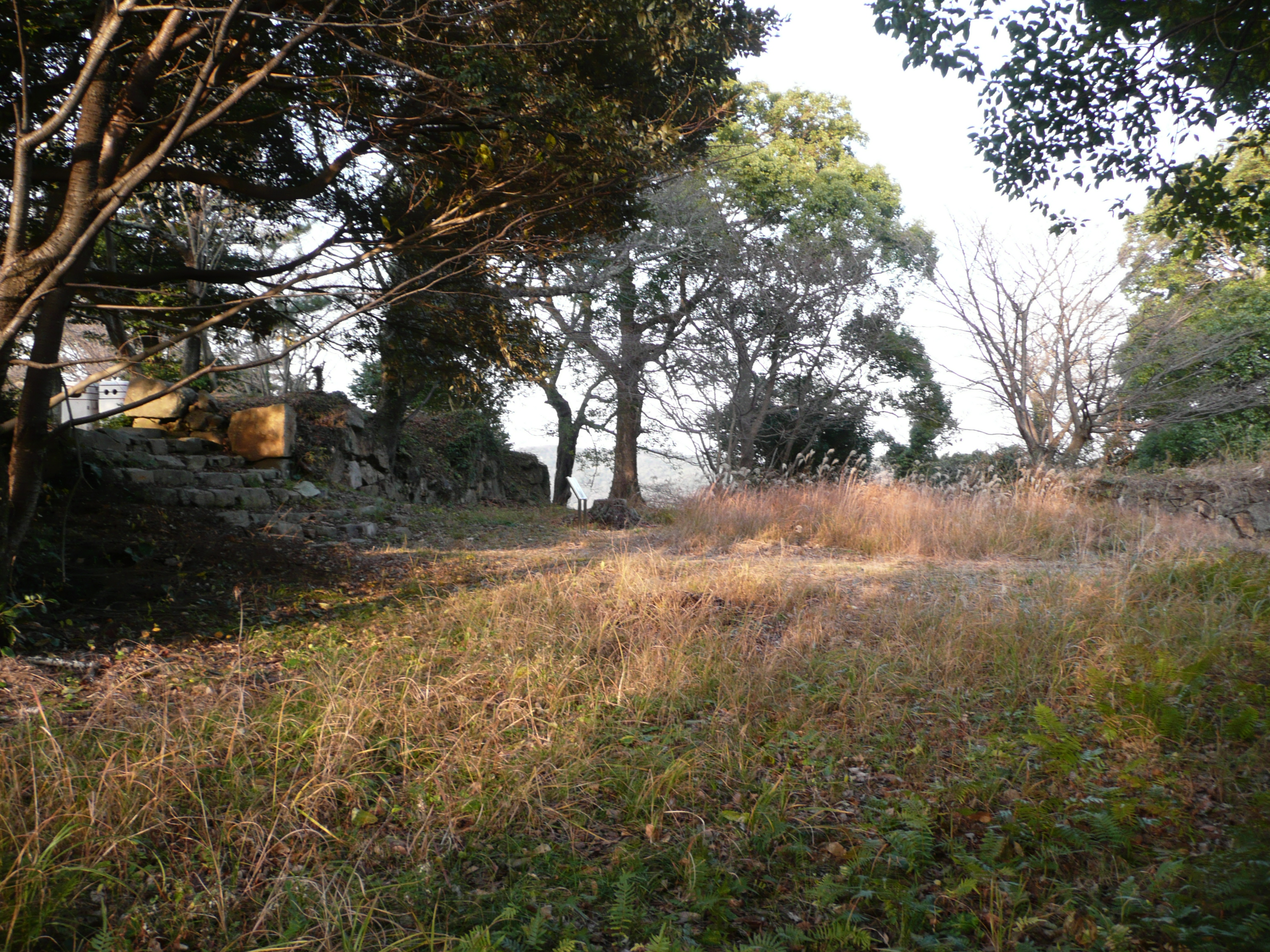
二の丸
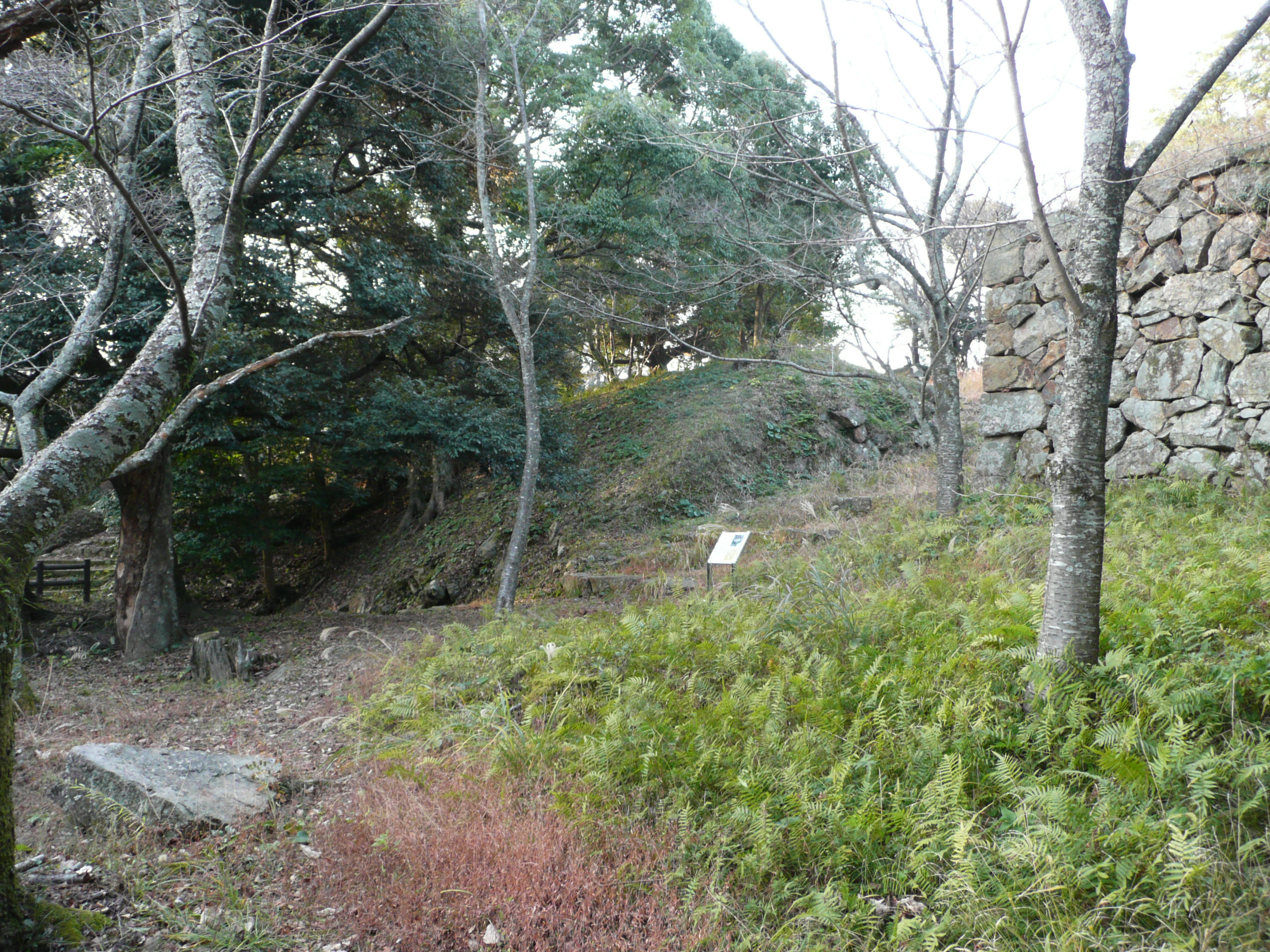
三の丸
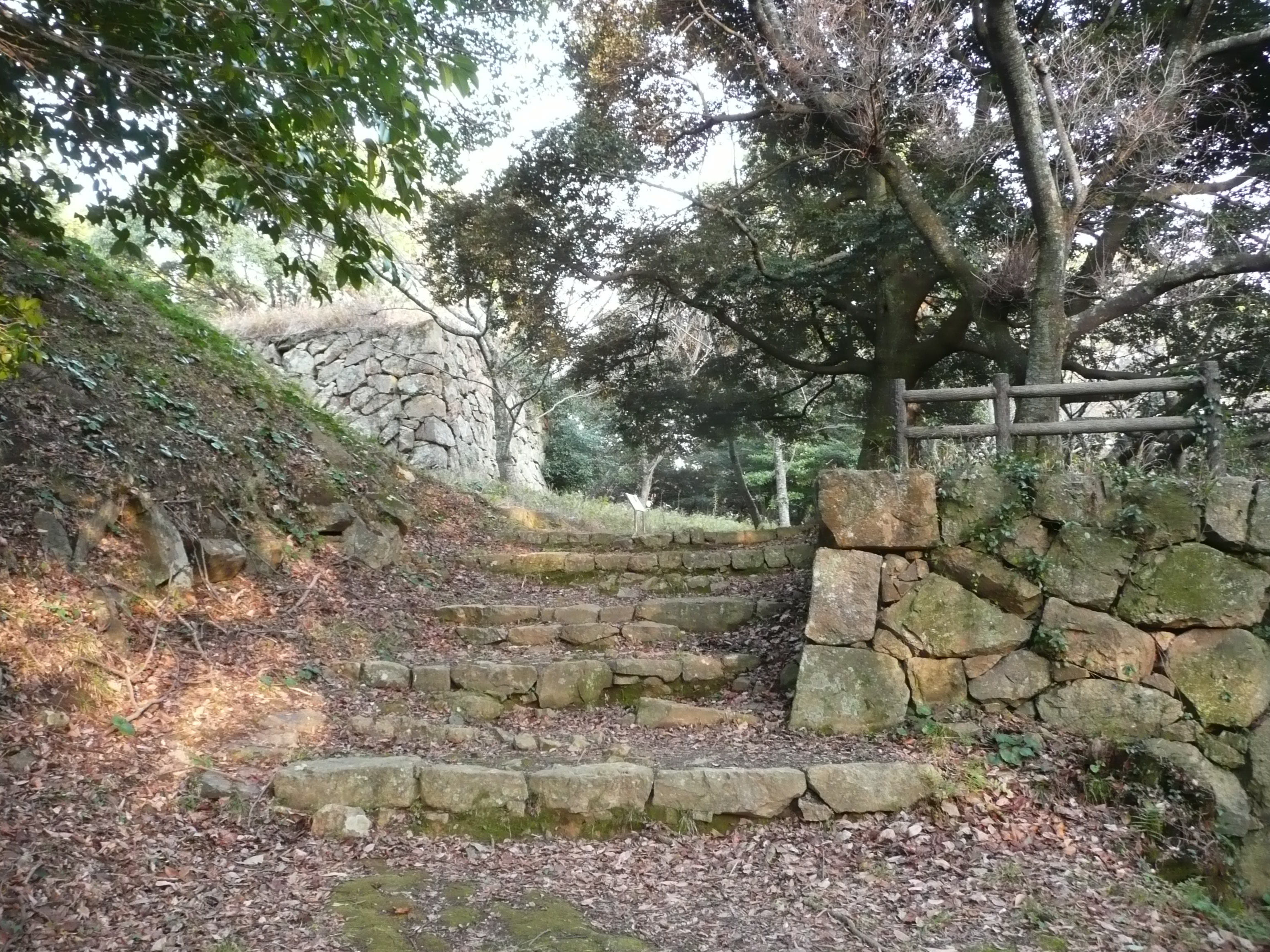
三の丸の石垣

## 現地情報

### 所在地
- 島根県浜田市殿町

### 交通アクセス
鉄道
- JR西日本・山陰本線 浜田駅（北口）より西へ徒歩約20分
- JR西日本・山陰本線 西浜田駅より北東へ徒歩約60分

自動車
- 浜田自動車道・山陰自動車道 浜田ICより西へ約5分
- 山陰自動車道 浜田東ICより西へ約15分